# دختر درون تصویر
دختر درون تصویر (به انگلیسی: Girl in the Picture ) یک فیلم مستند اصلی آمریکایی از نتفلیکس به کارگردانی اسکای بورگمن است. این فیلم بر اساس کتاب‌های کودکی زیبا و در جستجوی شارن نوشتهٔ مت بیرکبک ساخته شده است داستان درباره دختر جوانی به نام شارون مارشال است که توسط یک فراری فدرال فرانکلین دلانو فلوید ربوده شد و سپس به عنوان دخترش بزرگ شد. در طول دو دهه بعد، او توسط فلوید مورد تجاوز جنسی قرار گرفت، مجبور شد با او ازدواج کند و در نهایت در یک تصادف مشکوک در سال ۱۹۹۰ جان باخت این فیلم در ۶ ژوئیه ۲۰۲۲ منتشر شد.